# Украинское (Змиёвский район)
Украинское (укр. Українське), село (до 2010 г. — посёлок),
Гинеевский сельский совет,
Змиёвский район,
Харьковская область.
Код КОАТУУ — 6321782005. Население по переписи 2001 года составляло 221 (99/122 м/ж) человек.

## Географическое положение
Село Украинское находится в 2-х км от реки Северский Донец (левый берег), от реки село отделяет большой лесной массив (сосна).
К Украинскому примыкают сёла Гине́евка и Да́чное.
В лесу и на берегу реки много домов отдыха и детских (б. пионерских) лагерей.
Рядом с селом расположена железнодорожная станция Дом Отдыха.

## История
- 1680 — дата основания
- До образования Харьковской области село входило в Харьковскую губернию, затем в Змиевской уезд, потом в Змиевской район, затем в Харьковский округ, затем Харьковскую область.
- При СССР село было переименовано в Украинское в честь Украинской Советской Социалистической Республики.

## Название
При СССР в 1920-х - 1930-х годах в районе и области прошла "волна" переименований значительной части населённых пунктов в «революционные» названия — в честь Октябрьской революции, пролетариата, сов. власти, Кр. армии, социализма, Сов. Украины, деятелей
деятелей "демократического и революционного движения" (Т. Шевченко, Г. Петровского) и новых праздников (1 мая и др.) 
Это приводило к путанице, так как в одной области рядом могли оказаться сёла с одинаковыми новыми названиями — например, Украинка (Ахтырский район), Украинка (Волчанский район), Украинка (Балаклейский район), Украинка (Барвенковский район), Украинка (Красноградский район) и Украинское (Волчанский район), Украинское (Змиевской район), Украинское (Лозовской район), Украинское (Харьковский район), названные в честь УССР.
На территории УССР находились 18 населённых пунктов с названием Украинское.

## Экономика
- При СССР в селе была птице-товарная ферма.